# 데이터 처리 장치

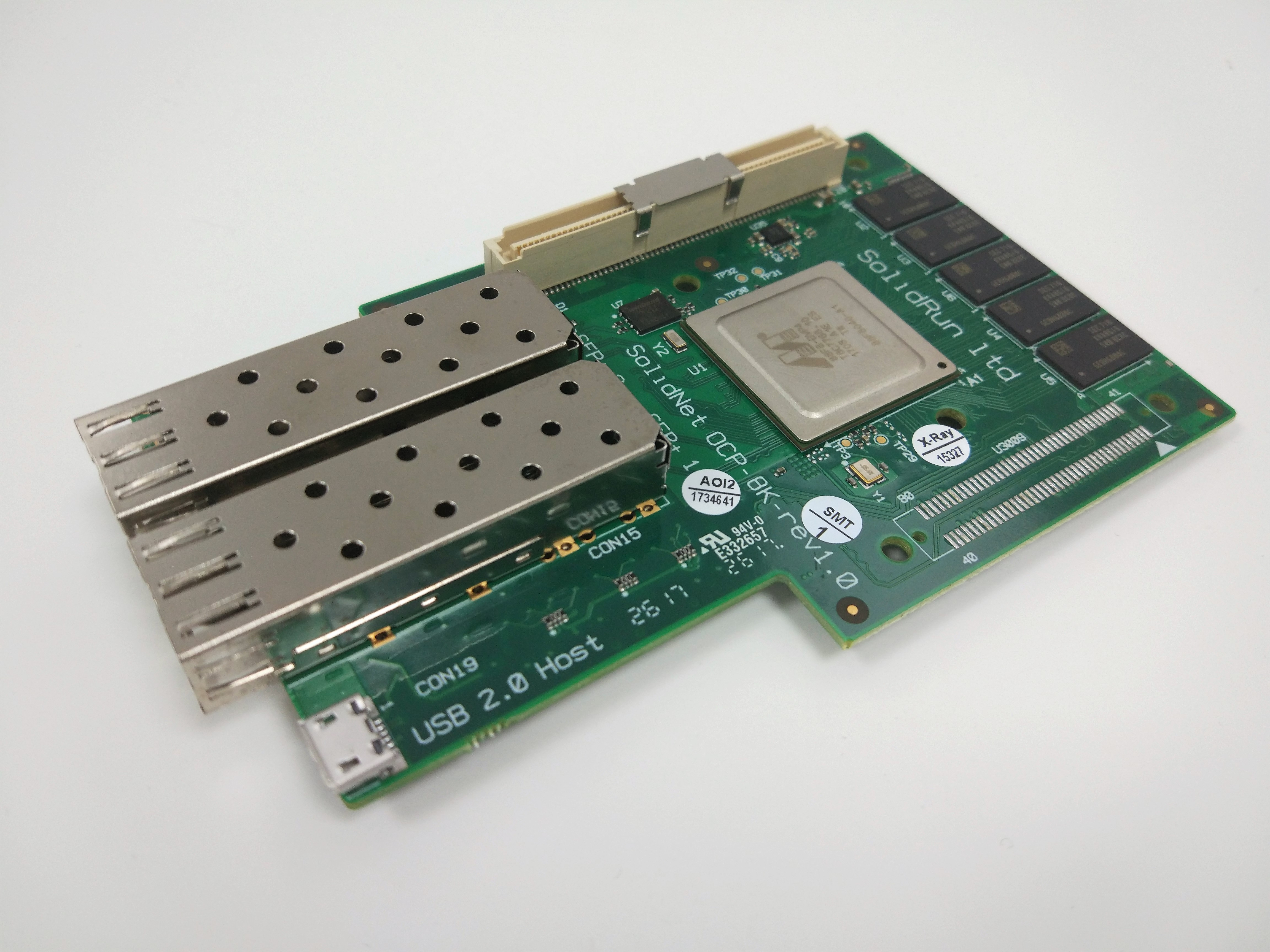
솔리드런의 솔리드넷 OCP-8K 스마트NIC

데이터 처리 장치(data processing unit, DPU)는 범용 CPU와 네트워크 인터페이스 하드웨어를 긴밀하게 통합하는, 프로그래밍 가능한 컴퓨터 프로세서이다. 때로는 "IPU"("인프라 처리 장치"의 경우) 또는 "SmartNIC"라고도 한다. 기존 NIC 대신 사용하여 메인 CPU의 복잡한 네트워킹 책임과 기타 "인프라" 업무를 덜어줄 수 있다. 기능은 다양하지만 암호화/암호 해독을 수행하고, 방화벽 역할을 하고, TCP/IP를 처리하고, HTTP 요청을 처리하거나 심지어 하이퍼바이저나 스토리지 컨트롤러 역할을 하는 데 사용될 수도 있다. 이러한 장치는 서버가 이러한 작업에 상당한 양의 CPU 시간을 소비하여 게스트에게 제공할 수 있는 주기를 단축할 수 있는 클라우드 컴퓨팅 공급자에게 매력적일 수 있다.

## 같이 보기
- 컴퓨트 익스프레스 링크